# آکیلا فوربرت
آکیلا فوربرت (انگلیسی: Akeyla Furbert؛ زادهٔ ۴ سپتامبر ۱۹۹۴) بازیکن فوتبال اهل بریتانیا است.
وی همچنین در تیم ملی فوتبال Bermuda بازی کرده‌است.